# فهرست مربیان باشگاه فوتبال بارسلونا

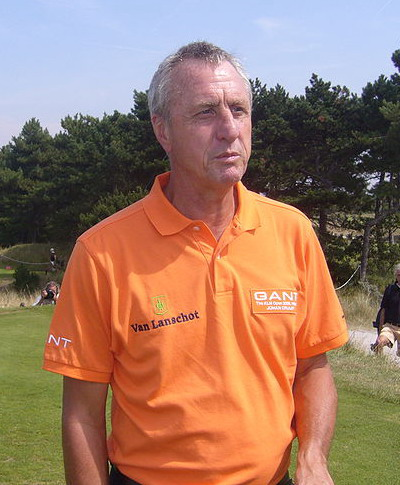
یوهان کرایف توانست به عنوان مربی چهار بار پشت سرهم بارسلونا را قهرمان لا لیگا کند.

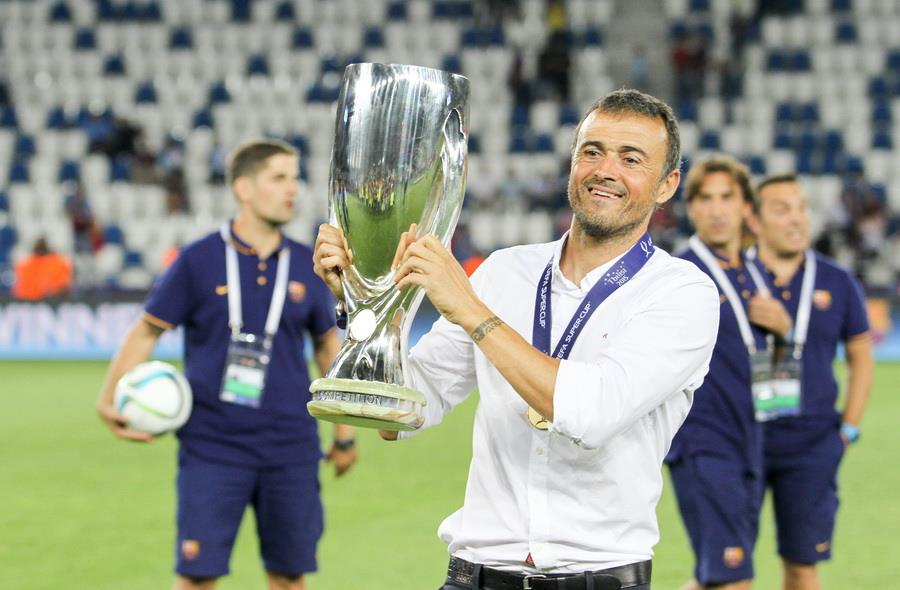
لوییز انریکه با ۳۹ بازی بدون شکست، رکورد دار بیشترین زمان شکست ناپذیری است.

این فهرست مربیان باشگاه فوتبال بارسلونا است.
| نام مربی          | ملیت          | تاریخ شروع فعالیت | تاریخ پایان فعالیت | افتخارات                                                                                                  | تعداد جام‌ها | منابع         |
| بدون مربی         |               | ۱۹۰۲              | ۱۹۱۷               | ۳ کوپا دل ری، ۱ کوپا ماکای، ۱ کوپا بارسلونا، ۱ مسابقات فوتبال کاتالونیا                                   | ۶           |               |
| جان بارو          | اسپانیا       | ۱۹۱۷              | ۱۹۱۷               | |             |               |
| جک گرینول         | انگلستان      | ۱۹۱۷              | ۱۹۲۴               | ۲ کوپا دل ری، ۴ مسابقات فوتبال کاتالونیا                                                                  | ۶           | [ ۱ ]         |
| جسا پوسونی        | مجارستان      | ۱۹۲۴              | دسامبر ۱۹۲۴        | ۱ کوپا دل ری، ۱ مسابقات فوتبال کاتالونیا                                                                  | ۲           |               |
| رالف کیربی        | انگلستان      | دسامبر ۱۹۲۴       | فوریه ۱۹۲۶         | ۱ کوپا دل ری، ۱ مسابقات فوتبال کاتالونیا                                                                  | ۲           | [ ۲ ]         |
| جک دامبی          | اتریش         | فوریه ۱۹۲۶        | دسامبر ۱۹۲۶        | ۱ مسابقات فوتبال کاتالونیا                                                                                | ۱           | [ ۳ ]         |
| روما فورنز        | اسپانیا       | دسامبر ۱۹۲۶       | مارس ۱۹۲۹          | ۱ لا لیگا، ۱ مسابقات فوتبال کاتالونیا، ۱ کوپا دل ری                                                       | ۳           | [ ۴ ]         |
| جیم بلیمی         | انگلستان      | مارس ۱۹۲۹         | ژوئیه ۱۹۳۱         | ۲ مسابقات فوتبال کاتالونیا                                                                                | ۲           | [ ۵ ]         |
| جک گرینول         | انگلستان      | ژوئیه ۱۹۳۱        | ژوئیه ۱۹۳۳         | ۱ مسابقات فوتبال کاتالونیا                                                                                | ۱           | [ ۶ ]         |
| جک دامبی          | اتریش         | ژوئیه ۱۹۳۳        | ژوئیه ۱۹۳۴         | |             | [ ۷ ]         |
| فرانز پلاتکو      | مجارستان      | ژوئیه ۱۹۳۴        | ژوئیه ۱۹۳۵         | ۱ مسابقات فوتبال کاتالونیا                                                                                | ۱           | [ ۸ ]         |
| پتریک او کانل     | جمهوری ایرلند | ژوئیه ۱۹۳۵        | مارس ۱۹۴۰          | ۲ مسابقات فوتبال کاتالونیا                                                                                | ۲           | [ ۹ ]         |
| جوزپ پلاناز       | اسپانیا       | مارس ۱۹۴۰         | ژوئیه ۱۹۴۱         | |             | [ ۱۰ ]        |
| رامون گوزمن       | اسپانیا       | ژوئیه ۱۹۴۱        | ژانویه ۱۹۴۲        | |             | [ ۱۱ ]        |
| خوان جوزپ نوگوئز  | اسپانیا       | ژانویه ۱۹۴۲       | ژوئن ۱۹۴۴          | ۱ کوپا دل ری                                                                                              | ۱           | [ ۱۲ ]        |
| جوزپ سامیتیر      | اسپانیا       | ژوئن ۱۹۴۴         | ژوئیه ۱۹۴۷         | ۱ لا لیگا، ۱ کوپا اوا دیورته                                                                              | ۲           | [ ۱۳ ]        |
| انریکه فرناندز    | اسپانیا       | ژوئیه ۱۹۴۷        | مه ۱۹۵۰            | ۲ لا لیگا، ۱ کوپا اوا دیورته، ۱ جام لاتین                                                                 | ۴           | [ ۱۴ ]        |
| رامون لیورنز      | اسپانیا       | مه ۱۹۵۰           | ژوئن ۱۹۵۰          | |             | [ ۱۵ ]        |
| فردیناند دائوییک  | چکسلواکی      | ژوئن ۱۹۵۰         | ژوئیه ۱۹۵۴         | ۲ لا لیگا، ۳ کوپا دل ری، ۲ کوپا اوا دیورته، ۱ جام لاتین                                                   | ۸           | [ ۱۶ ]        |
| ساندرو پوپو       | ایتالیا       | ژوئیه ۱۹۵۴        | ژوئن ۱۹۵۵          | |             | [ ۱۷ ]        |
| فرانز پلاتکو      | مجارستان      | ژوئن ۱۹۵۵         | ژوئن ۱۹۵۶          | |             | [ ۱۸ ]        |
| دومینگو بالمانیا  | اسپانیا       | ژوئن ۱۹۵۶         | آوریل ۱۹۵۸         | ۱ کوپا دل ری، ۱ اینتر-سیتیز فیرز کاپ                                                                      | ۲           | [ ۱۹ ]        |
| هلنیو هررا        | اسپانیا       | آوریل ۱۹۵۸        | مه ۱۹۶۰            | ۲ لا لیگا، ۱ کوپا دل ری، ۱ اینتر-سیتیز فیرزکاپ                                                            | ۴           | [ ۲۰ ]        |
| انریک راباسا      | اسپانیا       | مه ۱۹۶۰           | ژوئن ۱۹۶۰          | |             | [ ۲۱ ]        |
| لیوبیسا بروشیش    | یوگسلاوی      | ژوئن ۱۹۶۰         | ژانویه ۱۹۶۱        | |             | [ ۲۲ ]        |
| انریکه اوریزائولا | اسپانیا       | ژانویه ۱۹۶۱       | ژوئن ۱۹۶۱          | |             | [ ۲۳ ]        |
| لوییز میرو        | اسپانیا       | ژوئن ۱۹۶۱         | نوامبر ۱۹۶۱        | |             | [ ۲۴ ]        |
| لادیسلائو کوبالا  | مجارستان      | نوامبر ۱۹۶۱       | ژانویه ۱۹۶۳        | |             | [ ۲۵ ]        |
| جوزپ گونزالوو     | اسپانیا       | ژانویه ۱۹۶۳       | ژوئیه ۱۹۶۳         | ۱ کوپا دل ری                                                                                              | ۱           | [ ۲۶ ]        |
| سزار رودریگز      | اسپانیا       | ژوئیه ۱۹۶۳        | اکتبر ۱۹۶۴         | |             | [ ۱۱ ]        |
| ویسنته ساسوت      | اسپانیا       | اکتبر ۱۹۶۴        | ژوئن ۱۹۶۵          | |             | [ ۲۷ ]        |
| روکه اولسن        | آرژانتین      | ژوئن ۱۹۶۵         | ژوئن ۱۹۶۷          | ۱ اینتر-ستیز فیرز کاپ                                                                                     | ۱           | [ ۲۸ ]        |
| سالوادور آرتیگاس  | اسپانیا       | ژوئن ۱۹۶۷         | اکتبر ۱۹۶۹         | ۱ کوپا دل ری                                                                                              | ۱           | [ ۲۹ ]        |
| جوزپ سگوئر        | اسپانیا       | اکتبر ۱۹۶۹        | دسامبر ۱۹۶۹        | |             | [ ۳۰ ]        |
| وایس لوکینگهام    | انگلستان      | دسامبر ۱۹۶۹       | ژوئیه ۱۹۷۱         | ۱ کوپا دل ری                                                                                              | ۱           | [ ۳۱ ]        |
| راینوس میشلز      | هلند          | ژوئیه ۱۹۷۱        | مه ۱۹۵۷            | ۱ لا لیگا                                                                                                 | ۱           | [ ۳۲ ]        |
| هنز ویسولر        | آلمان         | مه ۱۹۷۵           | اوریل ۱۹۷۶         | |             | [ ۳۳ ]        |
| لائورئانو رویز    | اسپانیا       | آوریل ۱۹۷۶        | مه ۱۹۷۶            | |             | [ ۳۴ ]        |
| راینوس میشلز      | هلند          | مه ۱۹۷۶           | مه ۱۹۷۸            | ۱ کوپا دل ری                                                                                              | ۱           | [ ۳۵ ]        |
| لوسین مولر        | فرانسه        | مه ۱۹۷۸           | آوریل ۱۹۷۹         | |             | [ ۳۶ ]        |
| یواخیم رایف       | اسپانیا       | آوریل ۱۹۷۹        | مارس ۱۹۸۰          | ۱ جام در جام اروپا                                                                                        | ۱           | [ ۳۷ ]        |
| هلنیو هررا        | اسپانیا       | مارس ۱۹۸۰         | مه ۱۹۸۰            | |             | [ ۳۸ ]        |
| لادیسلائو کوبالا  | مجارستان      | مه ۱۹۸۰           | نوامبر ۱۹۸۰        | |             | [ ۳۹ ]        |
| هلنیو هررا        | اسپانیا       | نوامبر ۱۹۸۰       | ژوئن ۱۹۸۱          | ۱ کوپا دل ری                                                                                              | ۱           | [ ۴۰ ]        |
| اودو لاتک         | آلمان         | ژوئن ۱۹۸۱         | مارس ۱۹۸۳          | ۱ کوپا دل ری، ۱ کوپا دی لالیگا، ۱ جام در جام اروپا                                                        | ۳           | [ ۴۱ ]        |
| خوزه لوییس رومرو  | اسپانیا       | مارس ۱۹۸۳         | مارس ۱۹۸۳          | |             | [ ۴۲ ]        |
| سزار لوییس منوتی  | آرژانتین      | مارس ۱۹۸۳         | ژوئن ۱۹۸۴          | ۱ سوپر جام اسپانیا                                                                                        | ۱           | [ ۴۳ ]        |
| تری ونابلز        | انگلستان      | ژوئن ۱۹۸۴         | سپتامبر ۱۹۸۷       | ۱ لا لیگا، ۱ کوپا دی لالیگا                                                                               | ۲           | [ ۴۴ ]        |
| لوییس آراگونز     | اسپانیا       | سپتامبر ۱۹۸۷      | مه ۱۹۸۸            | ۱ کوپا دل ری                                                                                              | ۱           | [ ۴۵ ]        |
| یوهان کرایف       | هلند          | مه ۱۹۸۸           | مه ۱۹۹۶            | ۴ لا لیگا، ۳ سوپر جام اسپانیا، ۱ لیگ قهرمانان اروپا، ۱ سوپر جام اروپا، ۱ کوپا دل ری، ۱ جام در جام اروپا   | ۱۱          | [ ۴۶ ] [ ۴۷ ] |
| کارلس رکساچ       | اسپانیا       | مه ۱۹۹۶           | مه ۱۹۹۶            | |             | [ ۴۸ ]        |
| بابی رابسون       | انگلستان      | مه ۱۹۹۶           | ژوئن ۱۹۹۷          | ۱ کوپا دل ری، ۱ سوپر جام اسپانیا، ۱ جام در جام اروپا                                                      | ۳           | [ ۴۹ ]        |
| لوئی فان خال      | هلند          | ژوئن ۱۹۹۷         | مه ۲۰۰۰            | ۲ لا لیگا، ۱ کوپا دل ری، ۱ سوپر جام اروپا                                                                 | ۴           | [ ۵۰ ]        |
| لیورنس سرا فرره   | اسپانیا       | مه ۲۰۰۰           | آوریل ۲۰۰۱         | |             | [ ۵۱ ]        |
| لوئی فان خال      | هلند          | مه ۲۰۰۲           | ژانویه ۲۰۰۳        | |             | [ ۵۲ ]        |
| آنتونیو دلا کروز  | اسپانیا       | فوریه ۲۰۰۳        | فوریه ۲۰۰۳         | |             | [ ۵۳ ]        |
| رادمیر آنتیک      | صربستان       | ژانویه ۲۰۰۳       | ژوئن ۲۰۰۳          | |             | [ ۵۴ ]        |
| فرانک ریکارد      | هلند          | ژوئن ۲۰۰۳         | ژوئن ۲۰۰۸          | ۲ لا لیگا، ۲ سوپر جام اسپانیا، ۱ لیگ قهرمانان اروپا                                                       | ۵           | [ ۵۵ ]        |
| جوزپ گواردیولا    | اسپانیا       | ژوئن ۲۰۰۸         | ژوئن ۲۰۱۲          | ۳ لا لیگا، ۲ کوپا دل ری، ۳ سوپر جام اسپانیا، ۲ لیگ قهرمانان اروپا، ۲ سوپر جام اروپا، ۲ جام باشگاه‌های جهان | ۱۴          | [ ۵۶ ]        |
| تیتو ویلانوا      | اسپانیا       | ژوئن ۲۰۱۲         | ژوئیه ۲۰۱۳         | ۱ لا لیگا                                                                                                 | ۱           | [ ۵۷ ]        |
| خراردو مارتینو    | آرژانتین      | ژوئیه ۲۰۱۳        | مه ۲۰۱۴            | ۱ سوپر جام اسپانیا                                                                                        | ۱           | [ ۵۸ ]        |
| لوییز انریکه      | اسپانیا       | مه ۲۰۱۴           | مه ۲۰۱۷            | ۲ لا لیگا، ۳ کوپا دل ری، ۱ لیگ قهرمانان اروپا، ۱ سوپر جام اروپا، ۱ سوپر جام اسپانیا                       | ۸           | [ ۵۹ ]        |
| ارنستو والورده    | اسپانیا       | مه ۲۰۱۷           | ژانویه ۲۰۲۰        | ۲ لا لیگا، ۱ کوپا دل ری، ۱ سوپر جام اسپانیا                                                               | ۴           | [ ۶۰ ]        |
| کیکه ستین         | اسپانیا       | ژانویه۲۰۲۰        | آگوست‌۲۰۲۰          | - |             | [ ۶۱ ]        |
| رونالد کومان      | هلند          | اوت ۲۰۲۰          | اکتبر ۲۰۲۱         | ۱ کوپا دل ری                                                                                              | ۱           | [ ۶۲ ]        |
| ژاوی هرناندز      | اسپانیا       | ۵ نوامبر ۲۰۲۱     | ۲۷ مهٔ ۲۰۲۴         | ۱ سوپر جام اسپانیا،‌ ۱ لالیگا                                                                              | ۲           | [ ۶۴ ]        |
| هانسی فلیک        | آلمان         | ٢٩ مه ۲۰۲۴        | اکنون              | ۱ کوپا دی ری ، ۱ سوپر جام اسپانیا، ۱ لالیگا                                                               |             |               |